# آدم ريد (لاعب كرة قدم)
آدم ريد (بالإنجليزية: Adam Reed)‏ (18 فبراير 1975 في المملكة المتحدة - ) هو لاعب كرة قدم بريطاني في مركز الدفاع. لعب مع بلاكبيرن روفرز ونادي روتشديل وويتبي تاون ‏ ودارلينجتون إف سى.

## وصلات خارجية
- آدم ريد (لاعب كرة قدم) على موقع قاعدة بيانات كرة القدم.إي يو (الإنجليزية)
- آدم ريد (لاعب كرة قدم) على موقع Soccerbase.com (لاعب) (الإنجليزية)